# Leptastrea bewickensis
Leptastrea bewickensis is een rifkoralensoort, de plaats in een familie is onzeker. De wetenschappelijke naam van de soort is voor het eerst geldig gepubliceerd in 1977 door Veron, Pichon & Best.